# Stanisław Silarski
Stanisław Silarski ps. „Jałowiec" (ur. 22 sierpnia 1895 w Nadolanach, zm. 1983 w Bukowsku) – polski działacz społeczny i samorządowy, członek Stronnictwa Ludowego oraz „trójki" powiatowej, w okresie okupacji członek Batalionów Chłopskich, po wojnie wójt gminy Bukowsko.